# Чона
Чо́на — река в Восточной Сибири, правый приток Вилюя (впадает в Вилюйское водохранилище).
Высота устья — 244 м над уровнем моря.
Течёт по Среднесибирскому плоскогорью, протекает по территории Иркутской области и Якутии, относится к бассейну Лены. Длина реки — 802 км, площадь водосборного бассейна — 40 600 км². Нижние 170 км долины затоплены Вилюйским водохранилищем. Среднегодовой расход воды — около 125 м³/с. Замерзает в октябре, вскрывается в мае. Вследствие множества порогов река Чона несудоходна и может быть только сплавной. Постоянных населённых пунктов по реке нет.
Притоки:
- правые: Нижняя Юктели, Вакунайка,
- левые: Мархая, Декимде, Юктэли, Сикили